# SN 2009U
SN 2009U – supernowa typu Ia-pec odkryta 2 lutego 2009 roku w galaktyce NGC 3831. W momencie odkrycia miała maksymalną jasność 15,80m.